# Acalypha boinensis
Acalypha boinensis é uma espécie de flor do gênero Acalypha, pertencente à família Euphorbiaceae.